# Dakota Access Pipeline
Le Dakota Access Pipeline (DAPL), ou Bakken pipeline, est un oléoduc long de 1 825 km, aux États-Unis, dans les États de l'Illinois et du Dakota du Nord. Mis en service en 2017, il est controversé sans succès quant à sa nécessité, ses effets potentiels sur l'environnement et ses effets sur le changement climatique. Un certain nombre d'Amérindiens s'y sont opposés pour son passage près de la réserve indienne de Standing Rock.
L'oléoduc est construit par Dakota Access, une société basée au Texas et filiale de Energy Transfer Partners. Les partenaires mineurs impliqués dans le projet sont Phillips 66, Enbridge et Marathon Petroleum.
Un certain nombre d'Amérindiens de l'Iowa et du Dakota du Nord se sont opposés au gazoduc, y compris les Fox et plusieurs nations tribales Sioux et ont invoqué le motif que l'installation menacerait les cimetières sacrés ainsi que la qualité de l'eau dans la région. En août 2016, ReZpect Our Water, un groupe organisé sur la Réserve indienne de Standing Rock, a présenté une pétition au Corps du génie de l'armée des États-Unis (USACE) à Washington. Les protestations sur le site de l'oléoduc dans le Dakota du Nord, près de la réserve indienne de Standing Rock, en plein cœur de la République Lakota, attirent l'attention internationale.

## Description

### Tracé et données techniques
Le Dakota Access Pipeline est destiné à permettre une connexion entre les champs pétrolifères de la formation de Bakken dans le nord-ouest du Dakota du Nord à Stanley et des réservoirs de stockage près de Patoka dans l'Illinois, en traversant ainsi le Dakota du Sud et l'Iowa. Son tracé, long de 1 825 km, est globalement parallèle à celui du projet « Keystone XL », situé plus à l'ouest.
L'oléoduc est composé de canalisations d'un diamètre croissant vers l'aval (par seuil, à chacun des dépôts d'hydrocarbures présents sur le tracé), qui varie de 12 pouces (30,5 centimètres) à 30 pouces (76,2 centimètres). Les canalisations sont enterrés,. Selon le maître d'ouvrage, 99.98 % de la longueur de l'oléoduc sont situés sur des propriétés privées, les parties restantes étant sur des terres relevant du gouvernement fédéral.
Le « Dakota Access Pipeline » doit pouvoir acheminer 570 000 barils de pétrole brut par jour,.

### Maître d’ouvrage et données financières
Le projet de conduite est conçu par Dakota Access, une filiale de l'entreprise Texas|texane Energy Transfer Partners (ETP) et de l'entreprise Sunoco Logistics Partners ; toutes deux appartiennent à Energy Transfer Equity (en), propriété du milliardaire Kelcy Warren et ont fusionné en novembre 2016 pour réduire leurs coûts (Sunoco rachetant officiellement ETP),. Son coût est estimé à 3,7 milliards de dollars. Pour la construction de l'oléoduc, les entreprises Michels Corporation (en) et Precision Pipeline font partie des sous-traitants et des contrats ont été passés avec  Caterpillar, John Deere et Vermeer Company (en).
D’après l'ONG Food & Water Watch (en) et l'association Les Amis de la Terre différentes banques françaises telle que BNP Paribas, Crédit agricole, Société générale et Natixis ont investi dans ce projet, pour un total dépassant le milliard d'euros,.

## Historique

### Lancement du projet et début de construction

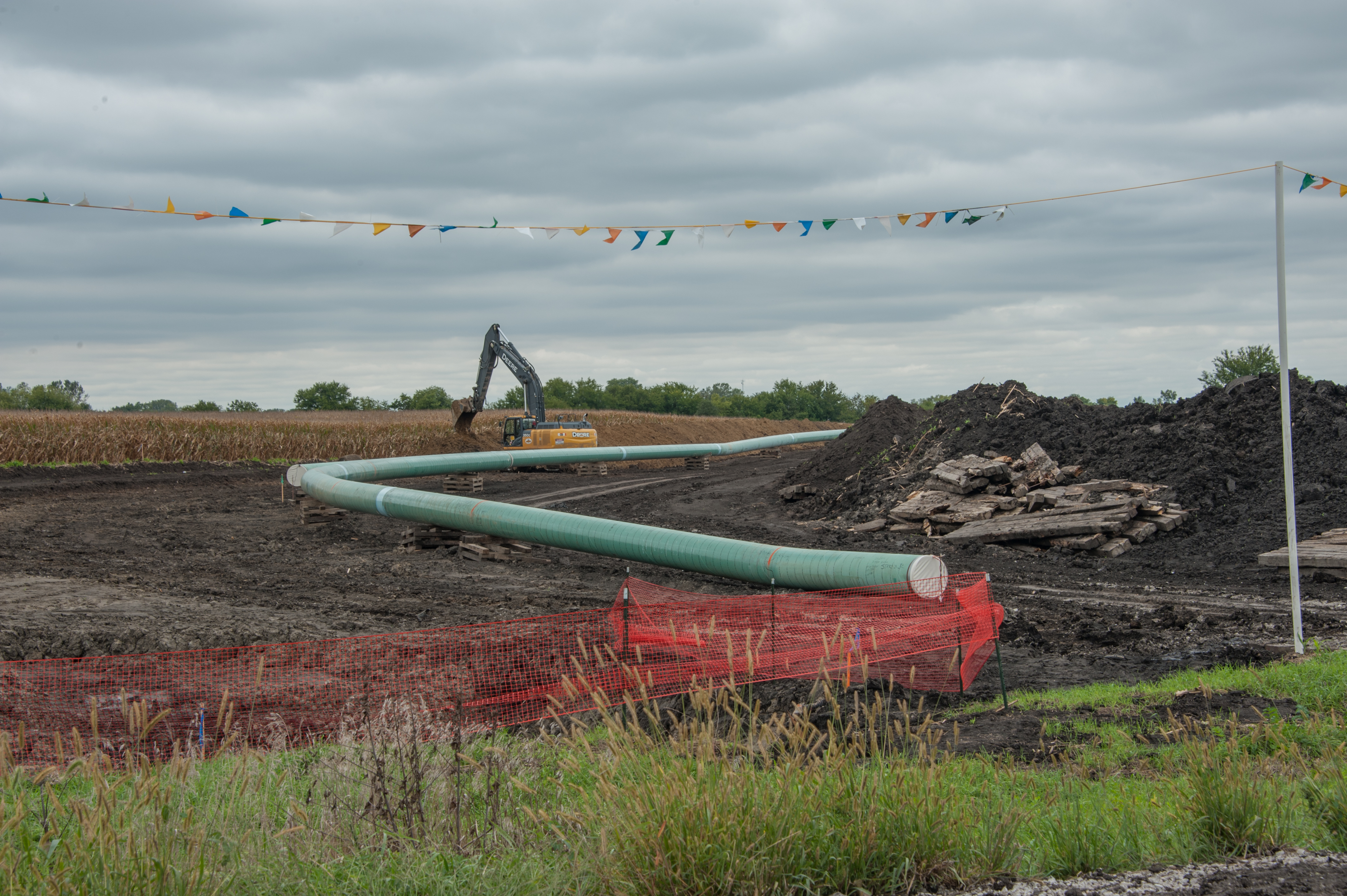
Construction du pipeline dans l'Iowa.

Le projet est soumis en 2014 par l'entreprise Energy Transfer Partners pour une mise en service initialement prévue fin 2016. Les partenaires de l'entreprise ont approuvé et annoncé le projet de l'oléoduc le 25 juin 2014. En octobre 2014, Phillips 66 a acquis une participation de 25% dans le projet.

### Naissance et développement de l'opposition
Une série de traités signés en 1851 et en 1868 entre les États-Unis et la Grande nation Sioux connus sous le nom de traités de Fort Laramie, sont consacrés dans la constitution américaine à la souveraineté de certaines terres par la Grande nation Sioux, et de surcroit interdisent au gouvernement fédéral des États-Unis de se les approprier,.
En avril 2016, l'aîné LaDonna Brave Bull Allard de la tribu Sioux de Standing Rock entame la construction d'un campement comme chef-lieu de la sauvegarde du patrimoine culturel sioux et de résistance spirituelle à l'oléoduc. Au cours de l'été 2016, le nombre de campeurs à Standing Rock a augmenté à plusieurs milliers de personnes. Les manifestations et débordements liés ont attiré l'attention internationale fin 2016,.
De nombreuses tribus Sioux disent que l'installation menace le bien-être environnemental et économique de la tribu et endommage et détruit des sites d'une grande importance historique, religieuse et culturelle. Par exemple, la conduite devrait passer sous le lac Oahe, qui sert de source d'eau majeure pour la tribu Sioux de Standing Rock.
Alors que les manifestations ont attiré l'attention internationale, la couverture médiatique des événements était limitée aux États-Unis jusqu'au début de septembre 2016. À ce moment, les ouvriers chargés de la construction ont détruit une partie des terres que les agents de conservation historiques tribaux avaient répertoriées comme un site historique et sacré. Lorsque les manifestants sont entrés dans la zone de sécurité du chantier, les ouvriers ont utilisé des chiens d'attaque qui ont mordu au moins cinq manifestants. L'incident a été filmé et vu par plusieurs millions de personnes sur YouTube et d'autres médias sociaux,. Fin octobre, des soldats armés et des policiers armés ont expulsé un camp qui se trouvait sur le tracé de l'oléoduc,.

### Décembre 2016: suspension des travaux
À l'hiver 2016, la quasi-totalité de l'oléoduc est construite mais une vingtaine de cours d'eau doivent encore être traversés (en sous-sol). Or le 4 décembre 2016, le corps des ingénieurs de l’armée américaine annonce qu'il refuse le permis de forage sous la rivière Missouri à la société pétrolière. La secrétaire adjointe aux travaux civils de l’armée de terre annonce dans un communiqué que le gouvernement va « entreprendre une étude d’impact environnementale complète » et « étudier des tracés alternatifs ». Cependant, en raison du changement de gouvernement, et du nouveau président Donald Trump qui doit prendre le pouvoir en janvier 2017, qui a des intérêts dans la compagnie pétrolière et qui s'est déclaré en faveur du projet, les Sioux craignent que le chantier ne soit finalement réalisé.

### Janvier 2017: relance du projet

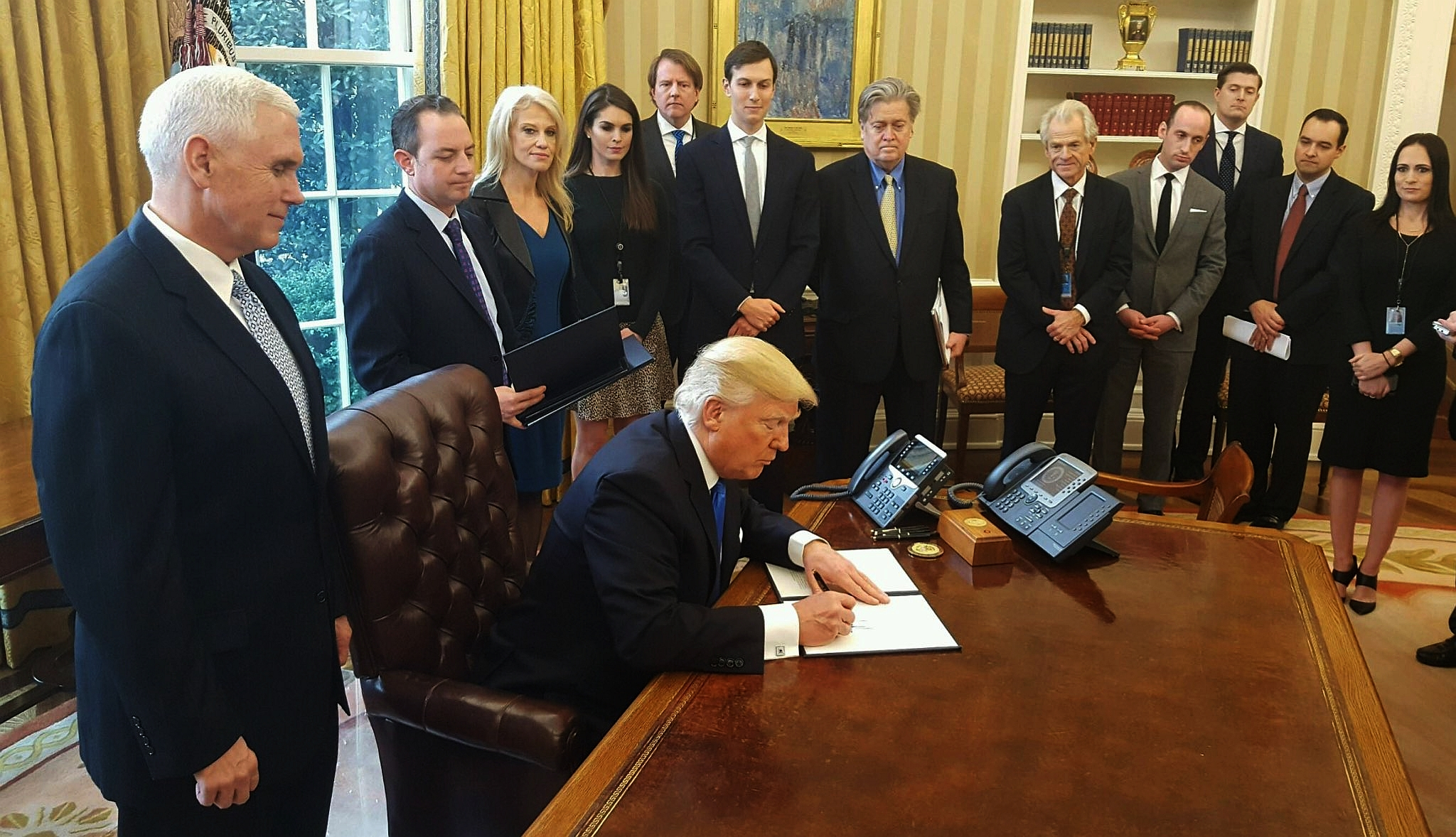
Donald Trump signe le lancement des pipelines Keystone XL et Dakota Access

Le 18 janvier, des lance-missiles Avengers sont mis en place en direction du camp de Standing rock. Retirés par la suite, les autorités déclarent qu'ils servaient à "surveiller les militants". Le 24 janvier, le président Donald Trump signe un décret afin de relancer le projet de pipeline Dakota Access, dans le nord des États-Unis. Dans la même lancée, Donald Trump relance la construction du pipeline Keystone XL, un projet arrêté par Barack Obama en novembre 2015. Dans les faits, la construction de l'oléoduc est terminée, à l'exception d'une partie des terres près de la réserve Sioux, le décret de Donald Trump impose aux agences d'accélérer leur approbation de la partie restante de l'oléoduc.
En réaction, 76 personnes ont manifesté leur mécontentement à Standing Rock puis ont été arrêtées par la police locale. Le 25 janvier, le chef de la tribu Sioux de Standing Rock, David Archambault II, adressait une lettre à Donald Trump pour discuter des impacts environnementaux de la construction du pipeline.

### Février 2017: soutien de Donald Trump
Jeudi 24 février, le Président Donald Trump déclare que les compagnies chargées du Keystone XL et du Dakota Access pipeline doivent utiliser de l'acier d'origine américaine pour finaliser la construction des pipelines. Une décision contestée par la compagnie canadienne TransCanada qui s'occupe du Keystone XL, car une grande partie de la canalisation de son projet a déjà été fabriquée. Le 28 février, James Boasberg, juge du District de Washington étudie la demande des Sioux de Standing Rock et de Cheyenne River. Ces derniers veulent retirer le droit de passage de l'entreprise pétrolière  Energy Transfer Partners (ETP). La défense des Sioux déclare que les préjudices portent sur « les dommages religieux liés à l’installation d’un pipeline sous les eaux sacrées des Sioux ». La possibilité d'une eau polluée menace la principale source d'eau de la tribu et le pipeline traverse les lieux funéraires sacrés des autochtones.
Greenpeace affirme que la banque Crédit suisse s'est engagée à financer le projet de pipeline qui traverse le Dakota du Nord pour 4 milliards de dollars et «le principal bailleur de fonds de cet oléoduc.», la banque a contredit ces propos.

### Mars 2017: vague de contestation et représailles

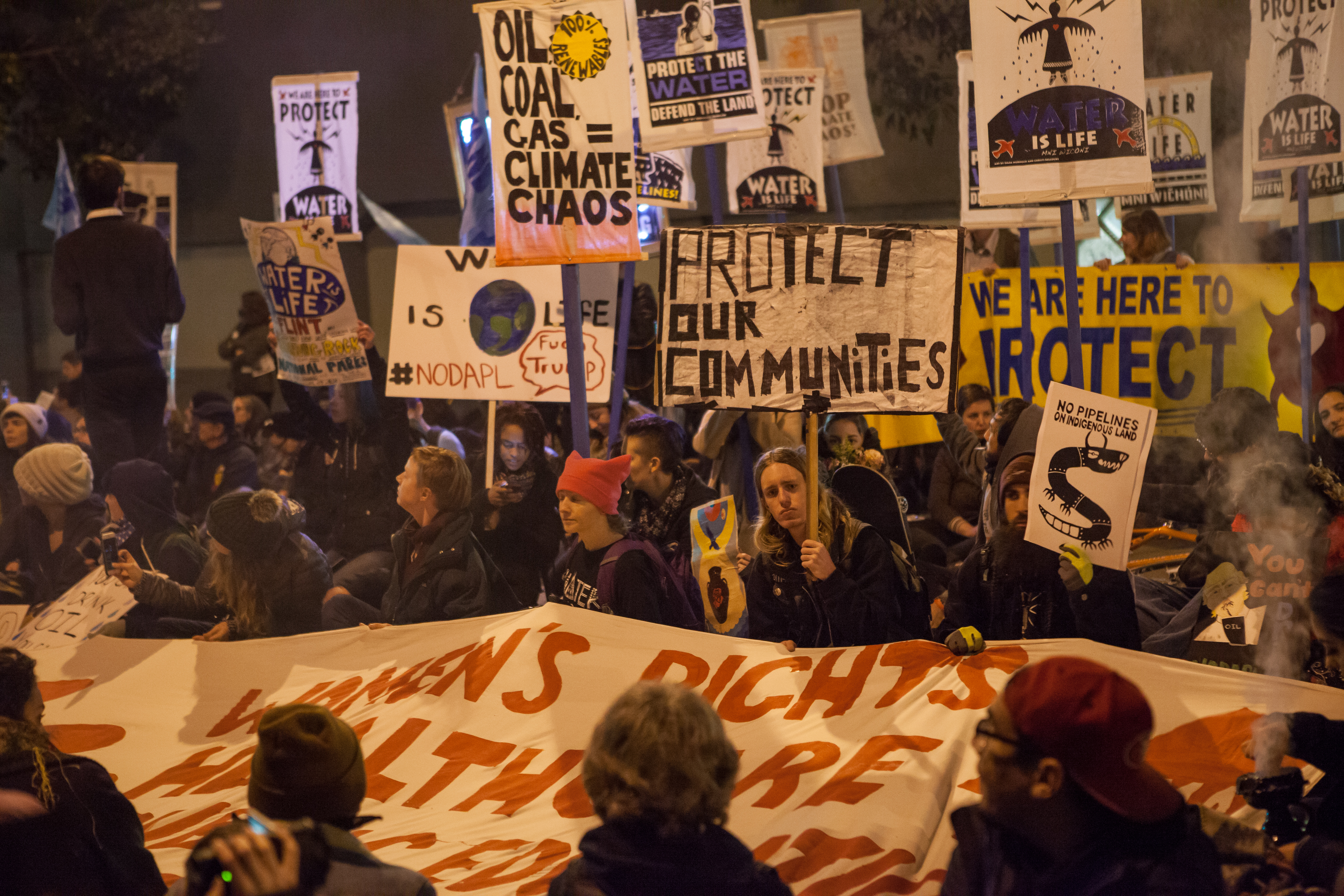
Des manifestants contre le pipeline du Dakota Access et du Keystone XL devant le Bâtiment Fédéral à San Francisco

Le 7 mars, le juge fédéral américain James Boasberg, "a tranché en faveur de la continuation de la construction du dernier tronçon de l'oléoduc Dakota Access", au Dakota du Nord. À la suite de cela, et en signe de protestation, le 10 mars plus de 600 personnes étaient présentes lors d'une marche de Sioux organisée à Washington pour protester contre l'oléoduc Dakota Access Pipeline, des défenseurs de l’environnement étaient également présents. Les manifestants ont dressé un tipi devant la tour Trump International Hotel, avant de poursuivre leur marche près de la Maison Blanche. La contestation porte sur la menace apportée par la construction de l'oléoduc pour de l'approvisionnement en eau potable de la réserve des Sioux.
Les villes ont retiré des milliards de dollars américains des banques qui soutiennent le Dakota Access Pipeline.
En réponse, la société exploitante, Energy  Transfer, porte plainte devant la cour fédérale du Dakota du Nord contre Greenpeace et des organisations et personnes s'étant opposées au projet. Elle les accuse d'« d’inciter, de financer et de faciliter des crimes et des actes de terrorisme » et les qualifie de « groupes environnementaux malhonnêtes (…) qui utilisent un modèle d’activité criminel ». Energy Transfer perd son action en février 2019, le juge estimant que les accusés ne peuvent être considérés comme une entreprise criminelle.

### Avril-juin 2017: aboutissement du projet
Le 4 avril, une porte-parole d'Energy Transfer Partners confirme que la construction du Dakota Access Pipeline est terminée et qu'elle se remplit de pétrole pour être prête à sa mise en service à la mi-avril. La société compte prendre quelques semaines de plus élargir la capacité des quatre États qui va du Dakota du Nord à Pakota dans l'Illinois.La porte-parole a également annoncé que le système Bakken devrait être en service d'ici le 1er juin.
À Seattle, les dirigeants de la ville ont voté pour céder 3 milliards de dollars à la banque Wells Fargo pour des placements publics, ce dernier a investi des millions de dollars dans les entreprises qui créent le pipeline du Dakota. BayernLB, une banque allemande, a récemment mis fin à ses investissements de 120 millions de dollars dans le projet du Dakota Acess Pipeline.
Le 14 avril, l'entreprise pétrolière Energy Transfer Partners annonce qu'elle commencera à faire circuler l'huile de pétrole à travers les lignes d'État à partir du 14 mai malgré les préoccupations environnementales. Le projet pétrolier devrait transporter plus de 500 000 barils de pétrole par an dans la partie est du pays. L'oléoduc est finalement mis en exploitation en juin 2017.

### Février 2019: nouvelles poursuites contre GreenPeace et des opposants
Après avoir perdu en février son procès initié en 2017 contre GreenPeace et d'autres opposants, Energy Transfer en lance immédiatement un second, contre Greenpeace International, et Greenpeace USA, ainsi que contre un groupement informel de protestataires indigènes, la Red Warrior Society, et  deux militants, Cody Hall et Krystal Two Bulls. Elle les accuse de multiples délits ou crimes :  violation de propriété, nuisances, diffamation, attaques au couteau contre les employés, vandalisme, interférences causant des torts dans les relations d’affaires, etc. Au total elle réclame 300 millions de dollars de base et 600 millions supplémentaires de dommages et intérêts, dans un procès censé se tenir en 2025. GreenPeace, qui dément ces accusations, fait part en 2023 de son intention d'attaquer de son côté l'entreprise pour utilisation de procédure bâillon si la plainte n'est pas retirée. Toutefois, selon Le Monde, le risque que les filiales américaines, non couvertes par cette loi européenne, perdent le procès et soient amenées à disparaître est réel, compte-tenu de la coloration politique de l'État et l'importance économique du pétrole de schiste dans l'emploi.

### Mars 2020: remise en cause du permis d'exploitation
Le 25 mars, le juge fédéral du district de Columbia James Boasberg remet en question l’autorisation d’exploiter. S'il n'a pas fermé l'oléoduc, il a estimé que le Corps des ingénieurs des travaux publics de l’armée avait approuvé le projet sans répondre en profondeur sur la question des fuites potentielles de brut, ni dissiper les doutes sur la capacité du système de détection de repérer les écoulements de faible débit. Le magistrat a ordonné un réexamen environnemental du tracé et donné un mois aux parties pour le convaincre de suspendre ou pas le flux d'hydrocarbures.

### Février 2022: suite de la procédure judiciaire
La Cour Suprême rejette l'appel formé par l'entreprise pétrolière Energy Transfer Partners contre la décision du juge de première instance.

### Mars 2025: jugement
Un tribunal local du Dakota du Nord condamne en mars 2025 Greenpeace USA à une amende de 404 millions de dollars, ainsi que deux structures internationales de Greenpeace à 132 millions de dollars d'amende chacune.